# Padogobius
Padogobius és un gènere de peixos de la família dels gòbids i de l'ordre dels perciformes.

## Taxonomia
- Padogobius bonelli (Bonaparte, 1846)[2]
- Padogobius nigricans (Canestrini, 1867)[3][4][5][6][7][8][9]